# 산청군·함양군
산청군·함양군은 대한민국의 옛 국회의원 선거구이다. 당시 경상남도 산청군, 함양군 지역을 관할했다.

## 역사
제13대 국회의원 선거를 앞두고 산청군·함양군·거창군 선거구에서 분리되면서 신설되었다.
제16대 국회의원 선거를 앞두고 실시된 선거구 개편에서 산청군은 합천군과 함께 산청군·합천군 선거구를 구성하게 되고 함양군은 거창군과 함께 함양군·거창군 선거구를 구성하게 됨에 따라 폐지되었다.

## 역대 국회의원
| 선거   | 정당 | 정당       | 의원   |
| ------ | ---- | ---------- | ------ |
| 1988년 |      | 민주정의당 | 노인환 |
| 1992년 |      | 민주자유당 | 노인환 |
| 1996년 |      | 신한국당   | 권익현 |

## 역대 선거 결과

### 대한민국 제13대 국회의원 선거
|  | 41.71% |

|  | 25.87% |

|  | 18.41% |

|  | 9.11% |

|  | 4.87% |

### 대한민국 제14대 국회의원 선거
|  | 37.05% |

|  | 28.70% |

|  | 25.54% |

|  | 6.28% |

|  | 2.41% |

### 대한민국 제15대 국회의원 선거
|  | 43.74% |

|  | 30.23% |

|  | 14.94% |

|  | 4.30% |

|  | 2.39% |

|  | 2.21% |

|  | 1.49% |

|  | 0.67% |